# Баян-Ундур
Баян-Ундур (монг. Баян-Өндөр) — сомон Уверхангайського аймаку, Монголія. Площа 3,2 тис. км², населення 5,1 тис. Центр сомону — селище Бумбат лежить за 303 км від Улан-Батора, 120 км від міста Арвайхера.

## Рельєф
Поверхня гориста, солончакова. Гори — Аргал 2050 м, Унур Магнай 2014 м, Шивеет 1892 м, східний Мандал 1886 м. Озера Бум бий і Олон. Долини Улаан Толгойн Гудка, Хууврийн Будаа, Арагч права та ліва та ін. Найвища точка — Модон Овоот 2116 м, найнижча точка — узбережжя озера Цайдам 1459 м. На території численні озера і річки, джерела Хужирт, Харзат, Хадан хошуу, Халат, Улаан Чулууни, Хуувур, Зегст, Мурен Толгойн, Хеерийн.

## Клімат
Клімат різко континентальний, щорічні опади 150—200 мм, середня температура січня -15°—25°С, середня температура липня +14°—20°С.

## Сільське господарство
Сіють кормові рослини.

## Корисні копалини
Багатий на вапняк, сіль, солончакові родовища.

## Природа
Водяться дикі козли, вовки, лисиці, тарбагани, куріпки та орябок. Польова рослинність.

## Соціальна сфера
Є школа, лікарня, культурний і торговельно-обслуговуючі центри.